# Adama Traore
Adama Traore Dijara (šp. Adama Traoré Diarra; Lospitalet de Ljobregat, 25. januar 1996) profesionalni je španski fudbaler poreklom iz Malija koji igrа kao vezista za engleski klub Fulam. Karijeru je započeo u Barseloni, uglavnom kao rezervni igrač. U 2015. priključio se Aston Vili i godinu dana kasnije za Midlsbro. Adama je prestavljao Španiju u selekciji do 16, selekciji do 17, selekciji do 19 i selekciji do 21 godinа, a 2020. godine je debitovao za seniorski tim.

## Klupska karijera

### Barselona
Rođen u  L'Hospitalet de Llobregat, Barselona, Katalonija od roditelja iz Malija, Adama se priključio FC Barseloni omladinskoj postavi 2004. sa osam godina, posle kratkog perioda sa susednim CE L'Hospitaler. Godine 2013. promovisan je u B-timu i profesionalno debitovao 6. oktobra u porazu od 1-0 protiv SD Ponferradine za prvenstvo Secund Divisiona.
Dana 9. novembra 2013. Adama se pojavio kao zamena za poluvremenu, ali je isključen iz igre zbog načinjenog penala, 0-3 za Real Jaen na Mini Estadi. Dve nedelje kasnije, igrao je svoju prvu utakmicu La Liga u starosti od samo 17, zamenivši Neimara kasnije u domaćoj pobedi nad Granado CF-om, prvi put se pojavio u UEFA ligi 26. novembra, zamenivši Cesc Fabregas u 82. minutu od 1-2 poraza u AFC Ajaku za grupnu fazu.
Adama je takođe igrao za Barcelonu ispod 19 godina na svečanom otvaranju UEFA Iouth League, igrajući pet puta i pobedivši dvaput pošto su osvojili trofej. Postigao je svoj prvi gol za prvu postavu ekipe Blaugrane 16. decembra 2014. godine, igrajući 16 minuta i doprinoseći rušenju SD Huesca u Kopa del Reju na 8-1.

### Aston Vila
Dana 14. avgusta 2015. Adama se pridružio Premijer Ligi, klubu Aston Vila na petogodišnjem ugovoru za prijavljene 7 miliona funti (10 miliona evra) koje bi mogle da se povećaju na 12 miliona evra, a Barcelona je u svojoj trećoj godini uvela trogodišnju klauzulu za otkupni ugovor. Deset dana kasnije debitovao je protiv Kristal Palasa, a njegov krst je osam minuta nakon što je ušao u igru zamenio Karlos Sančez, dovela do auto-gola od Pape Souarea. On je postigao svoj prvi gol tri dana kasnije, prvi tim od 5-3 domaćinske pobede nad Nots županijom u drugom kolu lige kupa.
Adama je u drugom poluvremenu kao zamena protiv najslabije rangiranih Villane na sansu Sanderlandu 2. januara 2016. godine, a preko kontra-napada pomogao je saigraču Karlu Gilu da postigne pogodak. Kasnije ga je zamenio povredom, i njegov tim je izgubio sa 3-1. Posle te utakmice, on je ispao iz ekipe zbog indiscipline, pošto je sezona završila sa ispadanjem.

### Midlsbro
Dana 31. avgusta 2016. godine, Adama je potpisao sa kolegom lige Midlsbro iz četvorogodišnjeg ugovora, pod rukovodstvom sunarodnika Aitor Karanke. Nastupio je 10. septembra 2016. godine, u 1-2 porazu za Kristal Palas, zamenjujući Kristijan Stuani u poslednjih devet minuta.

## Internacionalna karijera
Dana 17. februara 2014. godine Mali fudbalska federacija je objavila da su Adama i njegov stariji brat Mohamed odlučili da predstavljaju Mali za seniorsku reprezentaciju. Međutim, u intervjuu BBC Sportu u oktobru 2015. godine, prvi je izjavio da još razmatra svoje međunarodne opcije.
Adama je debitovao za špansku mlađu reprezentaciju U21 22. marta 2018. godine, igrajući 15 minuta u pobedi od 5-3 u gostima u Severnoj Irskoj za kvalifikacije u Evropskom prvenstvu u 2019. godini.

## Stil igre
Tim Šervud, Adamin menadžer u Aston Vili, upoređivao ga je sa Lionel Mesijem i Kristiano Ronaldom, rekavši da ima "malo" od oba. Ketrin Vilson iz ESPN-a pripisuje svoj "atletizam", mada je takođe primetio da su njegovi "fudbalski mozak i veštine rada u timu definitivno za debatu". Za njegovu konstituciju, Belfast Telegraf je rekao: "Izgrađen je kao apsolutni tenk, veličina ruku na tom čoveku, jedan pogon i to bi bilo svetlo".
U 2018. godini, Mat Stanger iz ESPN FC-a priznao je brzinu i snagu igrača, dodajući da "sada pokazuje miris da pronađe prelaz za ubice", dok se "brzo ubrzava" i "odlična kontrola blica da zaštiti loptu od branitelja"; Stanger je takođe smatrao da je Adama "odbrambeni doprinos" razvijen, ukazujući na njegove ključne slabosti kao "trenutke nesmotrenosti" i "odlučivanja" koji "nastavljaju da frustriraju svoje saigrače".

## Život
Adamin stariji brat, Mohamed, je takođe fudbaler.

## Statistika
Od utakmice odigrane 10-og Februara 2018
| Klub          | Sezona        | Liga            | Liga    | Liga   | Kup     | Kup    | Liga Kup | Liga Kup | Evropa  | Evropa | Ostalo  | Ostalo | Ukupno  | Ukupno |
| ------------- | ------------- | --------------- | ------- | ------ | ------- | ------ | -------- | -------- | ------- | ------ | ------- | ------ | ------- | ------ |
| Klub          | Sezona        | Divizija        | Nastupi | Golovi | Nastupi | Golovi | Nastupi  | Golovi   | Nastupi | Golovi | Nastupi | Golovi | Nastupi | Golovi |
| Barselona B   | 2013-2014     | Segunda Divison | 26      | 5      | -       | -      | -        | -        | -       | -      | -       | -      | 26      | 5      |
| Barselona B   | 2014-2015     | Segunda Divison | 37      | 3      | -       | -      | -        | -        | -       | -      | -       | -      | 37      | 3      |
| Barselona B   | Ukupno        | Ukupno          | 63      | 8      | -       | -      | -        | -        | -       | -      | -       | -      | 63      | 8      |
| Barselona     | 2013-2014     | La Liga         | 1       | 0      | 0       | 0      | 0        | 0        | 1       | 0      | 0       | 0      | 2       | 0      |
| Barselona     | 2014-2015     | La Liga         | 0       | 0      | 2       | 1      | 0        | 0        | 0       | 0      | -       | -      | 2       | 0      |
| Barselona     | Ukupno        | Ukupno          | 1       | 0      | 2       | 1      | 0        | 0        | 1       | 0      | 0       | 0      | 4       | 1      |
| Aston Villa   | 2015-2016     | Premijer liga   | 10      | 0      | 0       | 0      | 1        | 1        | -       | -      | -       | -      | 11      | 1      |
| Aston Villa   | 2016-2017     | Čempionšip      | 1       | 0      | 0       | 0      | 0        | 0        | -       | -      | -       | -      | 1       | 0      |
| Aston Villa   | Ukupno        | Ukupno          | 11      | 0      | 0       | 0      | 1        | 1        | -       | -      | -       | -      | 12      | 1      |
| Midlsbro      | 2016-2017     | Premijer liga   | 27      | 0      | 4       | 0      | 0        | 0        | -       | -      | -       | -      | 31      | 0      |
| Midlsbro      | 2017-2018     | Čempionšip      | 19      | 3      | 2       | 0      | 2        | 0        | -       | -      | -       | -      | 23      | 3      |
| Midlsbro      | Ukupno        | Ukupno          | 46      | 3      | 6       | 0      | 2        | 0        | -       | -      | -       | -      | 52      | 3      |
| Cela karijera | Cela karijera | Cela karijera   | 121     | 11     | 8       | 1      | 3        | 1        | 1       | 0      | 0       | 0      | 131     | 13     |

## Odlikovanja
Klub
Barselona
- Copa del Rey: 2014-2015
- UEFA Youth League: 2013–14[25]

Individualna
- Segunda Divizija tim godine;2013-2014

## Spoljašnje veze
- Adama na BDFudbalu
- Adamina na Soccerbase-u